# Banco de Constitución
El Banco de Constitución fue una institución financiera chilena existente entre 1912 y 1980, con sede en la ciudad homónima.

## Historia
El primer Banco de Constitución fue fundado el 19 de febrero de 1907, siendo aprobados sus estatutos por parte del Ministerio de Hacienda el 15 de julio del mismo año y que contaba con un directorio encabezado por Jovino Villalobos (presidente),  Francisco Gutiérrez (vicepresidente) y Fernando Court, Emilio Barrios, Enrique Marshall, Víctor Fernández y Horacio Valdés (directores). Sin embargo, el banco fue disuelto y liquidado el 4 de agosto de 1911.
Un año después, el 16 de junio de 1912 nace una nueva institución con el nombre Banco de Constitución, siendo aprobados sus estatutos el 30 de agosto del mismo año. En 1922 el consejo de administración del banco estaba compuesto por Primitivo Barrios (presidente), Antonio Forno (vicepresidente), Jovino Villalobos (gerente), y Darío El Moro, Horacio Valdés, Jacinto Quiñones y Ramón Escalona (directores).
Hacia fines de los años 1960 algunos de los accionistas del banco eran empresarios de distintas actividades económicas, como por ejemplo Alfredo Ureta Valdés y Daniel Mourguez Guzmán (Industrias Químicas y Farmacéuticas S.A.) y Patricio Varas Orrego (Empresa Pesquera Llanquihue S.A.).
A pesar de que el gobierno de Salvador Allende anunció la estatización de la banca, mediante la adquisición de acciones de los bancos a través de la Corporación de Fomento de la Producción (Corfo), hacia septiembre de 1973 la participación estatal en el Banco de Constitución era solamente del 0,18%. En 1978 los principales accionistas del banco eran Eugenio Correa Montt (40%) —quien a su vez era presidente del banco, mientras Cristián Correa Searle era el gerente general—, Organización Las Condes (30%), Germán Picó Cañas (15%) y Edmundo Eluchans Malherbe (9%).
En 1979 el Banco de Constitución fue adquirido por Agustín Edwards Eastman, quien lo renombró el 18 de abril de 1980 como Banco de A. Edwards, convirtiéndola en sucesora de la entidad del mismo nombre que había sido liquidada en 1972 por el gobierno de la Unidad Popular.